# Olympia Looping
De Olympia Looping is een mobiele achtbaan, geopend in 1989 en ontworpen door Anton Schwarzkopf en Werner Stengel. Gebouwd in de fabrieken van de Duitse staalproducent BHS en attractiebouwer Zierer. Dit is de grootste mobiele achtbaan ter wereld. Hij reist rond tussen Duitse kermissen. Een van zijn vaste stekjes is het Oktoberfest in München, waar hij ook zijn allereerste rit maakte. Een andere vaste stek is Hyde Park Winter Wonderland in Londen dat elk jaar rond de jaarwisseling plaatsvindt. Op deze plek wordt de naam van de baan echter veranderd in Munchen Looping of Münich Looping in verband met het merkenrecht op de Olympische spelen in Engeland.
De achtbaan dankt haar originele naam aan de vijf loopings, die samen de Olympische ringen voorstellen.

## Gegevens
Het grondvak voor deze achtbaan is 85 meter bij 36 meter. Het is de enige mobiele achtbaan met vijf loopings, respectievelijk hebben ze de volgende doorsneden, twee loopings van 11 m, twee loopings van 14 m en een Looping van 20 m. De baan telt vijf treintjes die tegelijk kunnen rijden en heeft een capaciteit van 3000 personen per uur. De baan haalt zo een 80 km/u en is 32,5 meter hoog. Passagiers worden aan een G-kracht van 5,2 blootgesteld, wat voor een attractie zeer veel is, en voor een "kermisattractie" natuurlijk helemaal bijzonder.

## Transport en locatie
Tegenwoordig gaat het vervoer over de weg, de firma Barth bezit een eigen vloot Mercedes Benz trucks en eigen kranen, waaronder een Demag AC300. De Olympia Looping wordt vervoerd met ongeveer vijftig transporten incl. drie woonwagens en twee personeelcontainers. Een groot gedeelte wordt vervoerd in gitter containers van 40 ft. Met tien monteurs wordt de Olympia Looping in een week opgebouwd.
In 2015-2016 is besloten om de Olympia Looping in het Oostenrijkse pretpark Wiener Prater te plaatsen. In augustus 2016 werd de achtbaan afgebroken en werden achtereenvolgens de kermissen van München, Bremen en Londen aangedaan.   